# Cuneo-Levaldigi repülőtér
A Cuneo-Levaldigii repülőtér olasz nyelven: Aeroporto Internazionale di Torino – Cuneo Levaldigi) (IATA: CUF, ICAO: LIMZ) Olaszország nemzetközi repülőtere. Piemont régiójában fekszik, Cuneo városától 21 kilométerre.

## Légitársaságok és úticélok
| Légitársaság     | Célállomások    |
| ---------------- | --------------- |
| Air Arabia Maroc | Casablanca      |
| Air Dolomiti     | München         |
| AlbaStar         | Comiso, Trapani |
| Ryanair          | Bari, Cagliari  |

## Forgalom
Az utasforgalom az elmúlt években az alábbi módon változott:
| Utasok száma | 681  | 18 165 | 46 936 | 64 135 | 127 946 | 236 113 | 237 432 | 121 663 | 92 401 | 160 189 |
|              | 1999 | 2002   | 2004   | 2007   | 2009    | 2012    | 2014    | 2017    | 2019   | 2022    |

## Fordítás
- Ez a szócikk részben vagy egészben  az   Aeroporto di Cuneo-Levaldigi című olasz Wikipédia-szócikk fordításán alapul.  Az eredeti cikk szerkesztőit annak laptörténete sorolja fel. Ez a jelzés csupán a megfogalmazás eredetét és a szerzői jogokat jelzi, nem szolgál a cikkben szereplő információk forrásmegjelöléseként.